# Тебенькова Антоніна Федорівна
Антоніна Федорівна Тебенько́ва (1 березня 1909, Дмитрієв — 23 вересня 1976, Чернівці) — українська радянська скульпторка; член Спілки радянських художників України з 1945 року.

## Біографія
Народилася 1 березня 1909 року в місті Дмитрієві (нині Курська область, Російська Федерація). У 1931—1934 роках навчалася на художньому робфаці; протягом 1934—1945 років (з перервою) — у Київському художньому інституті, була ученицею Макса Гельмана, Леонори Блох.
З 1950-х років у Чернівцях. Мешкала у будинку на вулиці Богдана Хмельницького, № 4, квартира № 2. Померла у Чернівцях 23 вересня 1976 року.

## Творчість
Працювала в галузі станкової скульптури. Серед робіт:
- «Червоногвардієць» (1939);
- «Жертви фашизму» (1944);
- «Мати» (1947, гіпс);
- «У рабство» (1947, гіпс);
- «Освідчення в коханні» (1957, гіпс);
- «Це не повинно повторитися» (1961, гіпс);
- «Погруддя ткалі» (1963, гіпс);
- «Тарас Шевченко» (1963);
- «Теплий дощ» (1965, гіпс);
- «Замріяний» (1967, гіпс тонований);
- «Побачення» (1970, гіпс).

Брала участь у республіканських виставках з 1947 року. Персональна виставка відбулася у Чернівцях у 1973 році.